# Gioia e rivoluzione
Gioia e rivoluzione è un singolo degli Afterhours, cover del celebre e omonimo brano del gruppo 
Area, pubblicato il 3 settembre 2004 dalla Mescal.

## Il disco
La title track, Gioia e rivoluzione è una cover del brano degli Area, originariamente inciso nell'album Crac! del 1975. La pubblicazione del singolo coincide infatti con quella del film di Guido Chiesa Lavorare con lentezza (uscito nelle sale l'8 ottobre 2004), in cui gli Afterhours interpretano proprio la parte degli Area, eseguendo in una scena questa canzone.
Il videoclip del singolo è stato diretto dallo stesso Guido Chiesa.
Anche i due lati B sono cover di canzoni già incise da altri, ovvero La canzone di Marinella di Fabrizio De André e La canzone popolare di Ivano Fossati.

## Tracce
1. Gioia e rivoluzione – 2:50 (Patrizio Fariselli, Ares Tavolazzi, Paolo Tofani) – (video version)
2. Gioia e rivoluzione – 2:00 (Patrizio Fariselli, Ares Tavolazzi, Paolo Tofani) – (film version)
3. La canzone di Marinella – 4:13 (Fabrizio De André)
4. La canzone popolare – 5:15 (Ivano Fossati)

Durata totale: 14:18